# Pulau Datu
Pulau Datu är en ö i Indonesien.   Den ligger i provinsen Kalimantan Selatan, i den västra delen av landet, 900 km öster om huvudstaden Jakarta.
Terrängen på Pulau Datu är varierad. Öns högsta punkt är 15 meter över havet. 